# Religió a la Unió Soviètica
La Unió Soviètica va ser el primer estat a tenir com a objectiu ideològic l'eliminació de la religió la qual volia substituir per l'ateisme com a objectiu fonamental ideològic de l'Estat. Amb aquesta finalitat, el règim comunista confiscà les propietats eclesiàstiques, ridiculitzà la religió, perseguí els creients i propagà l'ateisme a les escoles. L'ateisme estatal a la Unió Soviètica va ser conegut com a gosateizm, i es basava en el Marxisme-Leninisme.
Malgrat això, des de 1945 i fins a la dissolució el 1991, la Unió Soviètica es declarà com un estat laic. D'acord amb diverses fonts soviètiques i occidentals, més d'un terç del país professava alguna creença religiosa, la majoria eren creients cristians o islàmics. Els cristians pertanyien a diverses esglésies: òbviament, l'Església Ortodoxa tenia el nombre més gran de fidels, seguida pels catòlics, els baptistes i per diverses branques protestants més. La majoria de fidels islàmics eren sunnites. El judaisme també hi tenia molts seguidors. Entre les altres religions practicades, encara que per un nombre petit de fidels, incloïen el budisme i el xamanisme.
El paper de la religió a la vida quotidiana dels ciutadans soviètics varià enormement. Dos terços de la població soviètica, però, eren irreligiosos. Aproximadament la meitat de la població, inclosos membres d'alt nivell del govern, professaven l'ateisme.
Abans de l'efondrament de la Unió el 1991, no hi havia xifres oficials sobre la religió a la Unió Soviètica.

## Política cap a les religions a la pràctica
La política soviètica cap a la religió es basava en la ideologia del marxisme-leninisme, que feia de l'ateisme la doctrina oficial del Partit Comunista. Tot i això, «la llei soviètica i la pràctica administrativa durant la major part de la dècada de 1920 va estendre una certa tolerància cap a la religió, prohibint el tancament o destrucció arbitrari de les esglésies que estiguessin en funcionament», mentre que cadascuna de les successives constitucions soviètiques garantien la llibertat de creença. Com a fundador de l'estat soviètic, Lenin proclamà que
| « | La religió és l'opi del poble: aquesta cita de Marx és la pedra angular de tota la ideologia marxista sobre la religió. Totes les religions i esglésies modernes, totes i cadascuna de les organitzacions religioses han de ser considerades pels marxistes com orgues reaccionaris burgesos, usats per a la protecció de l'explotació i l'alineació de la classe treballadora. | » |

El marxisme-leninisme advocà pel control, supressió i, finalment, per l'eliminació de les creences religioses, considerant-les com a «acientífiques i supersticioses». Un any després de la Revolució d'octubre l'Estat expropià totes les propietats eclesiàstiques, incloent les esglésies, i durant el període comprés entre 1922 i 1926, 28 bisbes ortodoxos russos i més de 1.200 capellans van ser morts (un nombre molt més gran va ser persecutat). Durant les dècades de 1920 i 1930, organitzacions com la Lliga dels Sense Déu van mostrar-se molt actius en la propaganda antireligiosa. L'ateisme era la norma a les escoles, organitzacions comunistes (com l'Organització de Joves Pioners) i als mitjans.
Els esforços del règim per erradicar la religió a la Unió Soviètica variaren durant els anys segons com les religions en particular servissin als alts interessos de l'Estat. Les polítiques i pràctiques oficials no només variaren en el temps sinó que també en l'aplicació d'una nacionalitat a una altra i d'una religió a una altra.
El 1929, a l'albada de la Revolució Cultural a la Unió Soviètica i amb una puixança de la militància radical al Partit i al Komsomol, va fer-se dominant una poderosa ««línia dura» que perseguia el tancament en massa de les esglésies i les detencions dels capellans, la qual evidentment guanyà el favor de Stalin. Es donaren instruccions secretes a les organitzacions locals del Partit, tot i que no van ser publicades. Quan aquesta flama antireligiosa inflamà la ira de la població rural, per no mencionar el Papa o altres portaveus eclesiàstics occidentals, el règim va poder fer retrodecir una política que mai s'havia endurit públicament.
Encara que tots els líders soviètics tenien el mateix objectiu a llarg termini d'una població soviètica cohesinada, seguiren polítiques diverses per assolir-ho. Per al règim soviètic, les qüestions de nacionalitat i religió sempre anaven enllaçades. No sorprèn, per tant, que l'actitud cap a la religió variés d'una total i absoluta prohibició per a unes al suport oficial per a d'altres.

### Polítiques cap a les nacionalitats i religió
En teoria, la constitució soviètica descrivia la posició del règim cap a les diverses nacionalitats i religions. Constata que cada ciutadà de la Unió Soviètica és també membre d'una nacionalitat en particular, i cadascun dels passaports soviètics incloïen aquestes dues entrades. La constitució garantia un gran marge d'autonomia local, però aquesta autonomia sempre quedava subordinada a una autoritat central. A més a més, com que les estructures locals i central sovint no estaven clarament dividides, l'autonomia local es veia ressentida. Tot i que sota la Constitució totes les nacionalitats eren iguals, a la pràctica no succeïa això. Només 15 nacionalitats tenien un estatus de República, la qual cosa les garantia, en principi, diversos drets, inclòs el dret de secessionar-se de la Unió.
22 nacionalitats havien viscut en repúbliques autònomes amb un grau d'autogovern local i de representació al Consell de les Nacionalitats del Soviet Suprem. 18 nacionalitats més tenien enclavaments territorials (òblasts autònoms i okrugues autònomes), però tenien molt poc poder d'autogovern. La resta de nacionalitats no tenien drets d'autogovernar-se. La definició que Ióssif Stalin va fer el 1913 conforme una nació és una comunitat estable històricament constituïda, formada en les bases d'un idioma comú, territori, vida econòmica i personalitat psicològica revelades en una cultura comuna va mantenir-se a les autoritats soviètiques fins a la dècada de 1980. Però, per garantir a les nacionalitats l'estatus de república de la Unió, es requerien 3 factors addicionals: una població de com a mínim un milió de persones, un territori compacte de la nacionalitat i una localització dins de les fronteres de la Unió Soviètica.
Encara que Vladímir Lenin creia que les nacionalitats es fusionarien en una, insistia en el fet que la Unió Soviètica fos establerta com una federació de nacions formalment iguals. Durant la dècada de 1920 es realitzaren concessions culturals genuïnament a les nacionalitats. Es permeteren florir elits comunistes de diverses nacionalitats i de tenir un considerable autogovern. Les cultures, religions i idiomes nacionals no simplement es toleraven, sinó que en les zones amb població musulmana s'encoratjaven.
Tot i que els canvis demogràfics durant les dècades de 1960 i 1970 van minvar la majoria russa, també van deixar dues nacionalitats (els kazakhs i els kirguís al cens de 1979) que passaren a ser minoritàries a les seves pròpies repúbliques i decreixé considerablement la majoria de les nacionalitats titulars en altres repúbliques. Aquesta situació comportà que Leonid Bréjnev declarés al XXIV Congrés el 1971 que el procés de creació d'un poble soviètic unificat s'havia completat, i es van realitzar propostes per abolir el sistema federatiu i substituir-lo per un estat únic. Aquest optimisme de l'estat, això no obstant, va decaure ben de pressa. A la dècada de 1970 començà un ample moviment de dissidència nacional per tota la Unió Soviètica. Les seves manifestacions van ser moltes i diverses. Els jueus insistien en el seu dret a emigrar a Israel; els tàtars de Crimea demanaven el seu dret per tornar a Crimea; els lituans demanaven la restauració dels drets de l'Església Catòlica; i s'establiren grups d'observació des de Hèlsinki a les repúbliques de Geòrgia, Lituània i Ucraïna. Les peticions, la literatura, i manifestacions ocasionals demanaren públicament els drets de les nacionalitats dins del context dels drets humans. A finals de la dècada de 1970, però, després de grans esforços, el KGB havia aconseguit suprimir en gran manera el moviment de dissidència nacional. Però Bréjnev havia après la lliçó: s'abandonaren les propostes per desmantellar el sistema federatiu i se seguí una política per esbossar una major conjunció de les nacionalitats.
Els oficials soviètics associaven religió amb nacionalitat. La implementació d'una política cap a una religió en particular, malgrat tot, generalment depenia sobre la percepció del règim de fins a quin punt s conjuntaven la religió i el nacionalisme, la mida de la comunitat religiosa, el grau de fidelitat d'una religió cap a l'autoritat, i la voluntat de la nacionalitat a subordinar-se cap a l'autoritat política. Així, les comunitats religioses més petites i les més pròximament identificades amb una nacionalitat en particular rebien una política més restrictiva per part del règim, especialment si reconeixien una autoritat religiosa estrangera com el Papa.

### Polítiques cap a les Esglésies Ortodoxes

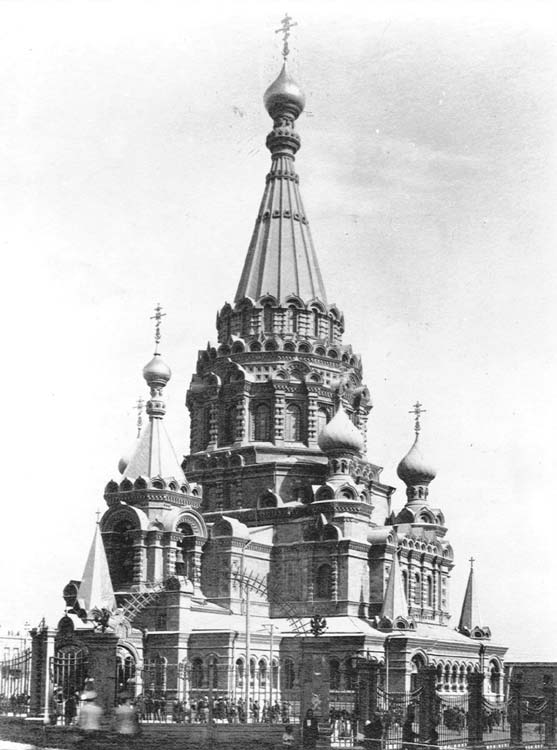
La Catedral Ortodoxa Russa, abans el punt dominant de Bakú, demolida durant la dècada de 1930 per ordre de Stalin.

Les autoritats soviètiques provaren de controlar l'Església Ortodoxa Russa, i en moments de crisi nacional, d'explotar-la en benefici dels propis propòsits del règim; amb l'objectiu final d'eliminar-la. Durant els cinc primers anys del poder soviètic, els bolxevics executaren 28 bisbes ortodoxos i uns 1.200 capellans. Molts més van ser empresonats o van exiliats. Els creients ven ser perseguits. Es tancaren molts seminaris, prohibint-se la publicació de material religiós. El 1941 només quedaven obertes unes 500 esglésies de les 54.000 que existien abans de la I Guerra Mundial.
Aquests cops tingueren lloc en el context de la desafecció de molta gent cap a l'Església a la Rússia pre-revolucionària. El fet de fins a quin punt s'unien l'Església amb l'Estat comportà la percepció entre molts membres de l'intelligentsia que l'Església era corrupta i cobdiciosa. Molts camperols, si bé amb profunds sentiments religiosos, no veien favorablement la institució de l'Església. El respecte a la religió no s'estenia als capellans locals. A més, l'Esglésiposseïa una porció significativa de la terra russa, la qual cosa era un punt de contenció (la propietat de la terra va ser un factor de gran importància a la Revolució Russa de 1917.
L'atac nazi sobre la Unió Soviètica al juny de 1941 obligà a Stalin a aliar-se amb l'Església Ortodoxa Russa per fer créixer el patriotisme rus contra l'agressió alemanya. La vida religiosa va reviure en aquesta època. Milers d'esglésies van ser reobertes, arribant a les 22.000 abans que Khrusxov arribà al poder. El règim va permetre les publicacions religioses, i la pertinença a l'església va créixer.
La política de cooperació del règim amb l'Església Ortodoxa Russa va revertir-se sota Nikita Khrusxov. Encara que l'Església seguí oficialment sancionada, el 1959 Khrusxov llançà una campanya antireligiosa que continuà sota Leonid Bréjnev. El 1975 el nombre d'esglésies havia quedat reduït a 7.000. Alguns d'entre els membres més preeminents d'entre la jerarquia religiosa i activistes van ser empresonats o forçats a abandonar l'església. Els seus llocs van ser ocupats per un clergat més dòcil, obedient a l'estat i que a vegades eren membres camuflats del KGB, fent de l'Església Ortodoxa Russa un instrument útil per al règim. L'Església abraçà i propagà la política exterior soviètica, sent un element de russificació entre els creients no-russos, com els ortodoxos ucraïnesos o belarussos.
El règim aplicà una política diferent cap a les esglésies ortodoxes autocèfales ucraïnesa i belarussa. Vistes com a ultranacionalistes pel govern, ambdues esglésies van ser suprimides, primer a finals de la dècada de 1920 i de nou el 1944, després que s'haguessin renovat sota l'ocupació alemanya. Els caps de totes dues esglésies van ser delmats, un gran nombre de capellans van ser afusellats o enviats als camps de treballs, i els fidels van ser perseguits.
La política cap a l'Església Ortodoxa de Geòrgia va ser diferent. A aquesta església li va anar molt pitjor que a l'Església Ortodoxa Russa. Durant la Segona Guerra Mundial, però, se li va permetre una gran autonomia per portar els seus afers a canvi de la crida de l'Església als seus fidels per donar suport a l'esforç de guerra. L'església, no obstant això, no va aconseguir el nivell de complicitat amb les autoritats que l'Església Ortodoxa Russa. El govern reimposà un estret control un cop acabà la guerra. De les 2.100 esglésies que existien el 1917, només en quedaven 200 a la dècada de 1980, i no se li va permetre estar fora l'Geòrgia. En molts casos, el règim forçà a l'església a realitzar els serveis en el vell eslavònic eclesiàstic en comptes de georgià.

### Polítiques cap al catolicisme i el protestantisme
Les polítiques del govern soviètic cap a l'Església Catòlica eren enormement influenciades pel reconeixement dels catòlics soviètics d'una autoritat estrangera com a cap de l'església. Com a resultat de la Segona Guerra Mundial, milions de catòlics (incloent catòlics grecs) van obtenir la ciutadania soviètica, i van patir noves repressions. A més, a les tres repúbliques on vivien la majoria dels catòlics (Lituània, Ucraïna i Belarús), el catolicisme i el nacionalisme anaven de la mà. Encara que es tolerés l'Església Catòlica a Lituània, un gran nombre de clergues van ser empresonats, molts seminaris van ser tancats i s'infiltraren agents de policia a la resta. La campanya anti-catòlica a Lituània va abatre's després de la mort de Stalin, però el 1957 tornaren les dures condicions, continuant durant l'era de Bréjnev.
La política religiosa soviètica va ser particularment dura cap a l'Església Grecocatòlica Ucraïnesa. Els grecocatòlics ucraïnesos van caure sota el mandat soviètic el 1939, quan la Ucraïna occidental va ser incorporada a la Unió Soviètica com a part del Pacte germanosoviètic de no-agressió. Encara que a l'Església Grecocatòlica Ucraïnesa se li va permetre funcionar, de manera immediata va rebre un gran hostigament. Retirant-se davant de l'invasor alemany el 1941, les autoritats soviètiques van detenir un gran nombre de capellans, executant-los o deportant-los a Sibèria. Després que l'Exèrcit Roig reconquerís la Ucraïna Occidental el 1944, el règim soviètic liquidà l'Església Grecocatòlia Ucraïnesa detenint al seu metropolità, tots els seus bisbes, centenars de capellans, executant-ne una part i enviant la resta als camps de treball. Al mateix temps, les autoritats soviètiques forçaren la resta del clergat a trencar la unió amb Roma i subordinant-se a l'Església Ortodoxa Russa.
Abans de la II Guerra Mundial, el nombre de protestants a la Unió Soviètica era baix en comparació amb altres creences, però havien mostrat una creixença remarcable des de llavors. El 1944, el govern soviètic establí el Consell d'Unió de Totes les Esglésies Evangèliques Baptistes, perquè així el govern pogués controlar alguns dels molts grups protestants. Moltes congregacions rebutjaren unir-se aquest cos, i d'altres, tot i unir-se'n, posteriorment l'abandonarien.

### Polítiques cap a l'Islam
La política del règim cap a l'Islam es veié afectada, per un costat, pel gran nombre de població musulmana, els seus estrets llaços amb les cultures nacionals, i per la seva tendència a acceptar l'autoritat soviètica i, per l'altre costat, per la seva susceptibilitat a la influència estrangera. Tot i que es donava alè de manera activa a l'ateisme, les autoritats soviètiques permeteren una activitat religiosa limitada a les repúbliques musulmanes, sota els auspicis de les branques regionals de l'Administració Espiritual dels Musulmans de l'URSS. Les mesquites funcionaven a les principals ciutats de les repúbliques de l'Àsia central (Kazakhstan, Kirguizstan, Tadjikistan, Turkmenistan i Uzbekistan), així com a l'Azerdaidjan. Tot i això, el seu nombre havia caigut de les 25.000 al 1917 a 500 a la dècada de 1970. Sota el mandat de Stalin, les autoritats reprimiren el culte islàmic, tancant moltes mesquites o convertint-les en magatzems. El 1989, com a part de la relaxació general en la restricció a les religions, es registraren algunes associacions religioses musulmanes més, i algunes de les mesquites tancades van ser tornades a les seves comunitats. El govern també anuncià plans per permetre la capacitació a un cert nombre limitat de caps religiosos musulmans en cursos de dos i cinc anys de duració a Ufa i a Bakú, respectivament.

### Polítiques cap al judaisme
Encara que Lenin trobà abominable l'antisemitisme ètnic, el règim en si es mostrà hostil cap al judaisme ja des de l'inici. El 1919, les autoritats soviètiques aboliren els consells de la comunitat jueva, els quals eren tradicionalment els responsables del manteniment de les sinagogues. Crearen una secció especial jueva del Partit, les tasques de la qual incloïen propaganda contra el clergat jueu i la religió. Com a compensació a les aspiracions nacionals i religioses jueves, així com per reflectir l'herència sionista dins de la intel·lectualitat jueva de l'Imperi Rus (per exemple, Lev Trotsky va ser abans membre del Bund Jueu que no pas del Partit Socialdemocràtic dels Treballadors), el 1934 s'establí una alternativa a la Terra d'Israel.
L'Oblast Autònom Jueu, creat el 1928 per Stalin, amb centre a Birobidjan, a l'Extrem Orient Rus havia de convertir-se en un Sió Soviètic. El jiddisch seria l'idioma nacional en comptes de l'hebreu (considerat com a reaccionari); i la literatura i les arts socialistes proletàries substituirien el judaisme com la quintaessència de la cultura. Malgrat una gran campanya de propaganda dins i fora de la Unió Soviètica, la població jueva mai no arribà al 30% del total (i el 2003 només era de l'1,2%). L'experiment s'aturà a mitjans de la dècada de 1930, durant la primera campanya de purgues estalinistes. Els líders jueus van ser detinguts i executats, i les escoles jiddisch van ser tancades. Posteriorment arribarien noves persecucions i purgues.
La formació de rabins es convertí en quelcom impossible, i fins a finals de la dècada de 1980 només es publicà un diari en jiddisch. L'hebreu, a causa de l'identificació amb el sionisme, només s'ensenyava a les escoles per a diplomats. La majoria de les més de 5.000 sinagogues que funcionaven abans de la Revolució Bolxevic van ser tancades per Stalin, i durant el mandat de Khrusxov se'n tancaren més. A tots els efectes, la pràctica del judaisme va ser molt difícil, intensificant el desig dels jueus per abandonar la Unió Soviètica.

## Polítiques soviètiques vers la religió per períodes

### Entre 1918 i 1931
Quan els Bolxevics passaren a governar la Unió Soviètica proclamaren obertament el seu objectiu de fomentar l'extinció dels prejudicis religiosos. Una de les primeres decisions dels bolxevics al govern va ser elaborada pel Comissari del Poble per la Justícia Isaac Steinberg, per la separació de l'Església i l'Estat: l'Església (bàsicament l'Església Ortodoxa Russa, que anteriorment tenia la condició d'institució pública a l'Imperi Rus) va ser separada de l'Estat i de les escoles públiques, se li privà de personalitat jurídica i perdé el seu patrimoni; però la religió en si passà a ser considerat com un assumpte privat dels ciutadans. A partir del decret de desembre de 1917 se suprimí la funció de l'Església Ortodoxa com a institució de l'Estat que comptava amb el patrocini de l'Estat; i el 8 d'abril de 1929 es publicà el decret del Comitè Executiu Central de la RSFS de Rússia sobre les associacions religioses, que les definí fins a finals de 1990 a la Unió Soviètica.
Per aplicar el decret dels Comissaris del Poble de la RSFS de Rússia, a l'abril de 1918 es creà la Comissió Interdepartamental per a la Comissaria del Poble, encapçalada per Piotr Krasikov, dirigida a eliminar les estructures administratives i de gestió de l'Església (aquesta comissió s'abolí el 1924).
Entre 1918 i 1920, es prengueren una sèrie de mesures per desenvolupar l'exposició del caràcter de la campanya de l'obertura de les relíquies dels sants de l'Església Russa, on s'exhibiren algunes de les relíquies dels sants més reverenciats, com Serafí de Sarov i Sergi de Radonej. La campanya va ser un intent per exposar la superstició d'aquest culte, i anava acompanyada de fotografies i filmacions emprades per crear consciència.
Per decisió de la CCA de 20 de juliol de 1921, l'agitprop i les seves oficines nacionals iniciaren una campanya contra la propaganda religiosa. La comissió estava integrada per funcionaris de Propaganda, del comitè del Partit Bolxevic de Moscou, la Lliga del Comitè Central de la Joventut Comunista, el Comissariat d'Educació i l'OGPU. A la primavera de 1922 els bolxevics, davant l'amenaça militar estrangera, passà a considerar les institucions religioses, i especialment l'Església Ortodoxa, com un important focus de contrarevolucionaris. El 23 de febrer de 1922 el Comitè Executiu Central decretà la confiscació dels béns religiosos. En una carta als membres del Politburó de 19 de març de 1922, Lenin, referint-se a la fam que regnava en algunes regions russes:
| « | És ara i només ara, quan les persones que pateixen fam en grans regions i les carreteres estan plenes, no de centenars, sinó que de milers de cadàvers, que es pot fer. Hem d'eliminar els objectes de valor de l'església amb més energia i més implacablement que mai, suprimint qualsevol resistència. És ara i només ara que la gran majoria de les masses camperoles no han de suportar que un grapat de clergues reaccionaris de la petita burgesia urbana que volen resistir-se per la força al decret soviètic. Per tots els mitjans hem d'aconseguir els objectes de valor de l'església de la manera més sòlida i ràpida, la qual cosa ens assegurarà un fons de diversos centenars de milers de rubles d'or (cal recordar la immensa riquesa d'alguns d'aquests monestirs). Sense aquest fonament, sense el treball del govern, no hi haurà desenvolupament econòmic. Com més gran sigui el nombre de representants del clergat i la burgesia reaccionaria, millor. Ara és quan hem d'ensenyar el tipus, de manera que durant diverses dècades sense cap resistència, no s'atreveixin a pensar | » |

Una eina important per la derrota de l'Església Ortodoxa va ser la creació de cismes artificials, el major dels quals va ser el Renaixement, seguit del Sergianisme, de l'establiment d'un control absolut sobre les estructures del Patriarcat de Moscou per l'OGPU, encapçalada per Eugene Tuxkov
La política antireligiosa dels primers anys no va tenir èxit: entre 1921 i 1922 es va iniciar un renaixement de la vida religiosa, sobretot a les zones urbanes. El 27 d'abril de 1923 les Comissaries de Justícia i d'Interior publicaren instruccions «Sobre el procediment de registre de les comunitats religioses", permetent la celebració de congressos, la qual cosa va permetre que les comunitats religioses s'establissin en forma «d'agrupació". Per registrar una comunitat religiosa es necessitaven almenys 50 persones, i es podia gestionar més d'un edifici de plegaria. El 16 d'agost de 1923, sobre la base de la decisió del Congrés del Partit, Stalin, com a secretari general, envià una circular a tots els membres dels Comitès Provincials sobre l'obligació de prohibir el tancament de les esglésies i la detenció dels religiosos.
Durant el període comprès entre 1923 i 1929, la política del govern va ser objecte d'un cert alleujament, en particular cap als musulmans i als jueus (dins del context de la Nova Política Econòmica). Les polítiques pel que fa als protestants (els sectaris) va ser relativament benèvol: els assumptes estaven a càrrec de l'Orgkomsekt, al Comitè Executiu Central, sota la direcció de Piotr Smidovitx; i en contrast a l'Església Ortodoxa, es va permetre a les organitzacions protestants l'edició de diversos diaris, se'ls permeté funcionar a les seves organitzacions, organitzar lligues juvenils, i els camperols van començar a fundar les seves primeres granges col·lectives rebent ajuts de l'Estat i els beneficis.
El 1925, sobre la base de la Societat d'Amics del periòdic ateu, va fundar-se la Lliga dels Ateus Militants (fins al 1929, «Unió d'Ateus"), dirigida per Iemelian Iroslavski. El 1928, la Glavnauka decidí assentar els criteris principals que determinaven les estructures dels monuments, la data de construcció:
- construïdes abans de 1613 – declarades com a inviolables
- construïdes entre 1613 i 1725 – podien estar subjectes a canvis en cas de «necessitat especial»
- construïdes entre 1725 i 1825 – calia conservar només les façanes
- construïdes després de 1825 – els monuments no estan classificats i no quedaven protegits pel govern.

Un cop adoptat el 1928, aquest va ser el criteri reglamentari aplicable al territori de la RSFS de Rússia i de la Unió Soviètica. Guiats per aquest criteri, es començà una demolició massiva de temples. De 79.000 al 1917 el 1991 en quedaven 7.500. A principi de 1929 s'envià una circular altament secreta, «Sobre les mesures per enfortir el treball antireligiós», que lluitava contra la religió comparant-la a la lluita de classes, obrint una nova era d'atacs contra la religió.
El 8 d'abril de 1929 el Comitè de Comissaris del Poble de la RSFS de Rússia proclamà el decret «Per la separació de l'Església i l'Estat, l'escola i l'església», i va publicar el decret «Sobre les associacions religioses», amb esmenes posteriors de 23 de juny de 1975 i 25 d'octubre de 1990, quan el decret del Soviet Suprem de la RSFS de Rússia publicà la llei «Sobre la llibertat de religió», que va servir com a instrument normatiu, regulant la situació de les comunitats religioses a la Unió Soviètica. El decret prohibia que els grups religiosos participessin en obres de caritat, que organitzessin pelegrinatges a llocs sants i similars; les activitats del clergat es limitaven als membres residents de la seva comunitat. Fora dels murs de l'església les activitats del clergat quedaven limitades a visitar els malalts i els moribunds, i per a tota la resta d'activitats es requeria el permís especial del consell local.
L'1 d'octubre de 1929, l'NKVD publicà la instrucció «de drets i responsabilitats de les organitzacions religioses», que atribuïa al clergat la categoria de privats de drets.
Al maig de 1929, al XV Congrés dels Soviets es va aprovar una esmena a l'article 4t de la constitució de la RSFS de Rússia: en lloc de «la llibertat de propaganda religiosa i antireligiosa» es reconeixia la «llibertat de creences religioses i la propaganda antireligiosa», que posava els creients en una situació de desigualtat amb els altres ciutadans.
El 15 de febrer de 1930 s'acceptà la resolució del govern sobre la lluita contra els elements contrarevolucionaris en els òrgans rectors de les organitzacions religioses «ordenant a les autoritats locals que reforcessin el control sobre els caps de les comunitats religioses, per excloure els actius hostils a la Unió Soviètica», i la Comissió Central d'Afers Religiosos, prenent nota de la consolidació revolucionaria, va reconèixer mitjançant el Decret de 8 d'abril de 1929 «que era subjecte a revisió en el sentit de simplificar el procés del tancament d'edificis d'oració».
Després de l'aparició a Pravda de l'article de Stalin Vertigen de l'èxit el 2 de març de 1930, el Comitè Central del PCUS va emetre un decret sobre la Festa contra l'explotació del moviment col·lectiu, que, entre altres coses, obligaven a l'organització del Partit aturar la pràctica de tancament de les esglésies. Entre 1930 i 1931 es llançaren diverses circulars i ordres secretes des del Govern i els Comissariats del Poble sobre la racionalització dels impostos de les organitzacions religioses i el clergat, així com de l'ocupació de les persones que es van retirar amb un rang. L'objectiu era augmentar la taxa d'impostos del clergat, i en cas de manca de pagament dels impostos, els seus béns serien confiscats i serien deportats a altres regions de la Unió Soviètica.

### Entre 1932 i 1941: el Pla Quinquennal sense Déu
El 15 de maig de 1932 el govern de Ióssif Stalin signà un decret declarant un «Pla Quinquennal Sense Déu", fixant l'objectiu que per l'1 de maig de 1937 el nom de Déu caigués en l'oblit al país, havent-se de tancar totes les institucions religioses del país.
El 1932 es publicà el reglament del Comitè Executiu Central i de l'NKVD per les funcions de supervisió general de les activitats de les organitzacions religioses. El seu registre, la concessió de permisos per celebrar congressos i d'altres van ser transferits de la Comissió Central d'Afers Religiosos al Presídium del Comitè Executiu Central, i la Comissió de Culte als comitès executius locals. Tot i això, la majoria del clergat va registrar-se a l'NKVD. La comissió Central del Presídium del comitè Executiu Central era per proporcionar orientació i supervisió de l'aplicació correcta de les lleis sobre la religió en tot el territori soviètic, la redacció de la legislació, l'assignació absoluta de les organitzacions religioses i les queixes dels ciutadans religiosos. Des de 1934, la Comissió va actuar en el marc del Presídium del Comitè Central de l'URSS, dirigint-se a les nombroses queixes pel tancament dels llocs de culte, la qual cosa provocà el creixement d'un gran nombre de violacions manifestes de les normes soviètiques sobre la religió. L'abril del 1938, la comissió va ser abolida, traslladant-se les qüestions religioses a la jurisdicció exclusiva de l'NKVD.
El 1937, el nombre d'edificis religiosos disminuí en un 58% de la quantitat que hi havia abans de la Revolució. El 5 de desembre de 1936, el 8è Congrés extraordinari de Sindicats de tots els Soviets aprovaren la nova Constitució de l'URSS, on es proclamava la igualtat de tots els ciutadans, inclosos els clergues, però seguia reconeixent la «llibertat de culte religiós i la llibertat de propaganda antireligiosa".

### Entre 1941 i 1953. La guerra i la postguerra

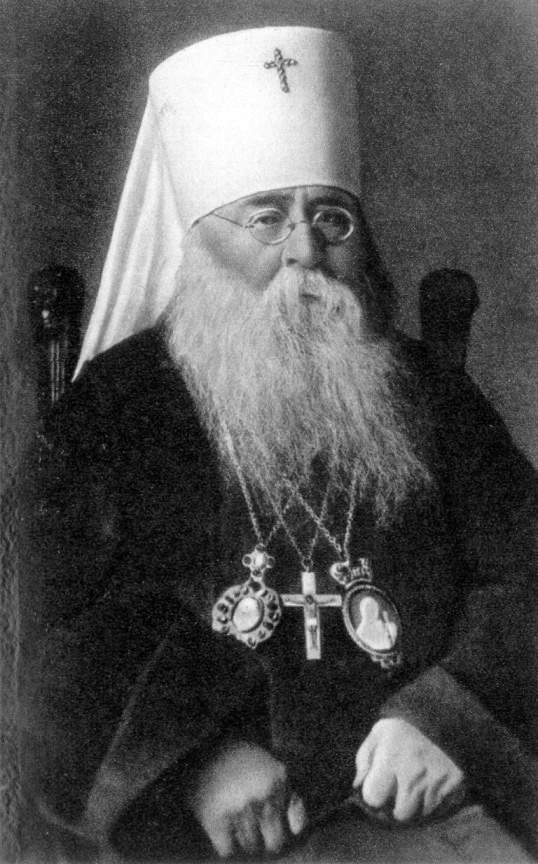
El Metropolità Sergi I, Patriarca de Moscou.

Durant la Gran Guerra Patriòtica, la direcció política de l'URSS, abandonà finalment el plans per a la destrucció primerenca de la religió i l'església, passant-se a una política de recuperació parcial de la vida religiosa al país, encara que sota un estricte control governamental. Stalin anul·là moltes ordres contra l'Església durant la Segona Guerra Mundial, després d'un senyal que ell creia que havia rebut del Cel.
L'historiador Edvard Radzinsky, usant arxius secrets recentment descoberts, trobà una història que modificà l'actitud de Stalin vers la religió. Segons aquesta història, Ilia, Metropolità de les Muntanyes del Líban, afirmà haver rebut un senyal del Cel segons el qual «les esglésies i monestirs s'han de reobrir per tot el país. Els sacerdots han de ser alliberats de les presons, Leningrad no s'ha de rendir, però la icona sagrada de Nostra Senyora de Kazan s'ha de portar per tota la ciutat, portada a Moscou per celebrar-hi un servei, i d'allà a Tsaritsin Stalingrad.»
Poc després, l'actitud de Stalin canvià i «sigui quina sigui la raó, després del seu misteriós retir, començà a per les paus amb Déu. Va succeir alguna cosa de la qual els historiadors encara no n'han escrit. Seguint les seves ordres, molts sacerdots van ser alliberats dels camps. A Leningrad, assetjada pels alemanys i morint a poc a poc de fam, els ciutadans es van quedar bocabadats en veure la icona portada en processó pels carrers.» Radzinsky es preguntà, «Havia vist la llum? Tenia por davant del Pare? El Déu-Home marxista decidí explotar la creença en Déu? O va ser tot a l'hora?»
Durant la Segona Guerra Mundial Stalin va reobrir les esglésies. Un motiu pot ser motivar la majoria de la població que tenia creences cristianes. El raonament darrere d'això és que, canviant la política oficial del Partit i de l'Estat cap a la religió, l'Església i els seus membres podrien posar-se a la seva disposició mobilitzant-se per a l'esforç de guerra. El 4 de setembre de 1943, Stalin convidà al Metropolità Sergi, al Metropolità Aleix i al Metropolità Nicolau al Kremlin i els proposà restablir el Patriarcat de Moscou, que havia estat suspès des de 1925, i elegir al Patriarca. El 8 de setembre de 1943, el Metropolità Sergi va ser elegir Patriarca. També s'ha de notar que la trobada amb el patriarca va tenir lloc poc després de les batalles de Stalingrad i de Kursk. L'Exèrcit Roig estava a punt per començar una ofensiva per a recuperar els territoris fronterers occidentals. Hitler havia permès que les esglésies cristianes, incloent l'Església Autocèfala Ucraïnesa funcionessin durant l'ocupació. Com que havien provat de nou la llibertat religiosa, seria molt difícil tornar a suprimir-la immediatament i així, a l'hora que restaurava una autonomia limitada per a l'Església Ortodoxa Russa, Stalin l'autoritzà perquè tornés a ocupar-se d'edificis que no li pertanyien des de la dècada de 1920. mentre les forces armades soviètiques s'obrien pas per Ucraïna i Belarús, les esglésies passaven a mans de l'Església Ortodoxa Russa. Evidentment, Stalin jutjà que es podria controlar amb molta més facilitat als creients cristianes si el Patriarca Sergi tenia autoritat sobre ells.
El 14 de setembre de 1943 va crear-se el consell per a l'Església Ortodoxa Russa (SDRPTS), i el 19 de maig de 1944, s'assignà al Consell d'Afers Religiosos (SDRK) tasques de comunicació entre el govern i, en conseqüència, el Patriarcat de Moscou i les comunitats religioses dels musulmans, jueus, budistes, armenis georgians, catòlics grecs i romans i les diverses organitzacions luteranes. Els consells havien de desenvolupar les lleis i projectes dels reglaments governamentals, per supervisar l'aplicació de la legislació en la religió a nivell de repúbliques, regions i altres territoris menors. Tot i això, un Comitè Central del PCUS continuà promovent l'ateisme i l'eliminació de la religió durant la resta de la vida de Stalin després del concordat de 1943.
Encara que les normes sobre el «procediment per a l'obertura de les esglésies» de 28 de novembre de 1943 i «l'orde d'obertura de les cases d'oració i adoració» de 19 de novembre de 1944, suggereix diverses etapes i la durada del procediment d'obertura dels nous llocs de culte, oberts als territoris ocupats per Alemanya, no tancant-se després de la restauració del règim soviètic al territori.
Des de la segona meitat de 1948 tornaren les polítiques més dures contra la religió, tot i que a una escala menor que la que es donà a la dècada de 1930.

### Entre 1953 i 1964. Les persecucions de Khrusxov
Durant el mandat de Nikita Khrusxov va haver un refredament significatiu de les relacions amb les organitzacions religioses. El 7 de juliol de 1954, el Comitè Central del PCUS aprovà una resolució «per les principals deficiències en la propaganda atea i científica i les mesures per millorar-la", tenint en compte la reposició de les esglésies i altres grups religiosos, l'augment del nombre de ciutadans soviètics que es confessaven fidels religiosos; i ordenant al Partit i a les organitzacions del Komsomol, el Ministeri d'Educació i els sindicats a dura a terme la tasca del treball antireligiós «de manera sistemàtica, amb constància, mitjançant tècniques de persuasió". L'aplicació de la resolució s'havia refredat a causa de les diferències en el lideratge, donant lloc al fet que el 10 de novembre de 1954 s'aprovés una nova resolució del Comitè Central del PCUS «Sobre els errors en la conducció de l'ateisme i de la propaganda científica entre la població", que denuncià els mètodes de la calúmnia, l'insult i la interferència administrativa en les organitzacions religioses, en comptes de «portar a terme una tasca sistemàtica per promoure el coneixement científic i la lluita ideològica contra la religió.»
L'activació de la lluita antireligiosa va iniciar-se després del XX Congrés, en el qual Khrusxov aconseguí finalment fer valer la seva autoritat al país. La decisió secreta del Comitè Central a «la nota de la Propaganda del Comitè Central del PCUS en les Repúbliques de la Unió» de les deficències de la propaganda atea i científica, obligant al Partit el 4 d'octubre de 1958 a implementar l'ofensiva propagandística contra les «supersticions religioses", donant-se ordres a les agències governamentals per a dur a terme les tasques destinades a reforçar les condicions per a l'existència de les comunitats religioses. El 16 d'octubre de 1958, el Consell de Ministres adoptà una resolució «Sobre els monestirs a l'URSS", i augmentà els impostos sobre la renda de les empreses diocesanes i els monestirs. La campanya va realitzar-se sota la consigna de restablir l'imperi de la llei leninista i anti-estalinista.
El 21 d'abril de 1960, el nou president del Consell per a la República Xina, Vladimir Kuroiedov, en el seu informe sobre la Conferència de la Unió, constatava que «l'error principal del Consell de l'Església Ortodoxa és que, segons la reiterada jurisprudència de la línia del Partit i l'Estat contra l'Església, fa retrocedir sovint els lloc de servei de les organitzacions eclesiàstiques"
La resolució secreta de 16 de març de 1961 «Sobre l'enfortiment de la supervisió de l'aplicació de la legislació sobre les sectes» va exigir la restauració de l'ordenança complerta de 1929, que obligava als òrgans de govern local que garantissin un control estricte sobre el seu acompliment, per prendre mesures oportunes per eliminar les violacions de la llei pel clergat i les organitzacions religioses, reconeixent com a vàlida la resolució de 1940. Les instruccions secretes sobre la llei de religió de març de 1961 van cridar l'atenció sobre el fet que el clergat no tenia dret a interferir en l'activitat administrativa i financera de les comunitats religioses. Les instruccions identificaven uns grups que no estaven subjectes a registre «de la secta, credo i caràcter antiestatal de naturalesa salvatge: els Testimonis de Jehovà, els Pentecostals, els Adventistes i Reformistes"
A la consciència popular quedà la declaració atribuïda a Khrusxov que prometia mostrar per televisió l'últim sacerdot el 1980.

### Entre 1964 i 1991
El 1965, el SDRPTS i el SDRK es van fusionar en el Consell d'Afers Religiosos en el marc del Consell de Ministres de l'URSS. El consell tenia dret per prendre decisions i a realitzar inscripcions al registre d'associacions religioses, l'obertura i el tancament de cases d'oració, així com poder per comprovar les activitats de les organitzacions religioses.
El nou Codi Penal de 1961 i els decrets del Presídium del Soviet Suprem de 18 de març de 1966 «Per la responsabilitat administrativa per la violació de la llei de cultes religiosos", en el qual es modificava l'article 142 del Codi Pensa, s'establien 3 formes de responsabilitat per la violació de la llei religiosa: els caps de les organitzacions religioses a partir del registre i altres violacions de la legislació, punible amb una multa de fins a 50 rubles; faltes disciplinàries administratives i penals, amb una responsabilitat penal de fins a 3 anys de presó, que s'imposava per l'assalt sobre l'individu i els drets dels ciutadans amb el pretext de ritus religiosos, la recollida forçosa de quotes, la producció i distribució massiva de cartes, trucades, pamflets, etc., cridant a l'incompliment de la llei de cultes religioses. Posava èmfasi en què «les mesures administratives, i més encara, la responsabilitat penal només havia d'emprar-se per als pitjors infractors de les lleis".
El 23 de juny de 1975 el Presídium del Soviet Suprem publicà el decret «De modificació de la resolució del Comitè Executiu Central del PCUS de 8 d'abril de 1929 'Sobre les associacions religioses'", on s'especificava el procediment per al registre de les comunitats religioses, mantenint un procediment de diverses etapes.
La Constitució de l'URSS de 1977 va mantenir la desigualtat real dels ciutadans en funció de la seva actitud davant la religió: els ateus podien propagar lliurement les seves creences, mentre que els creients només tenien dret a practicar els seus ritus religiosos.

## Les diferents religions a la Unió Soviètica

### Ortodoxos

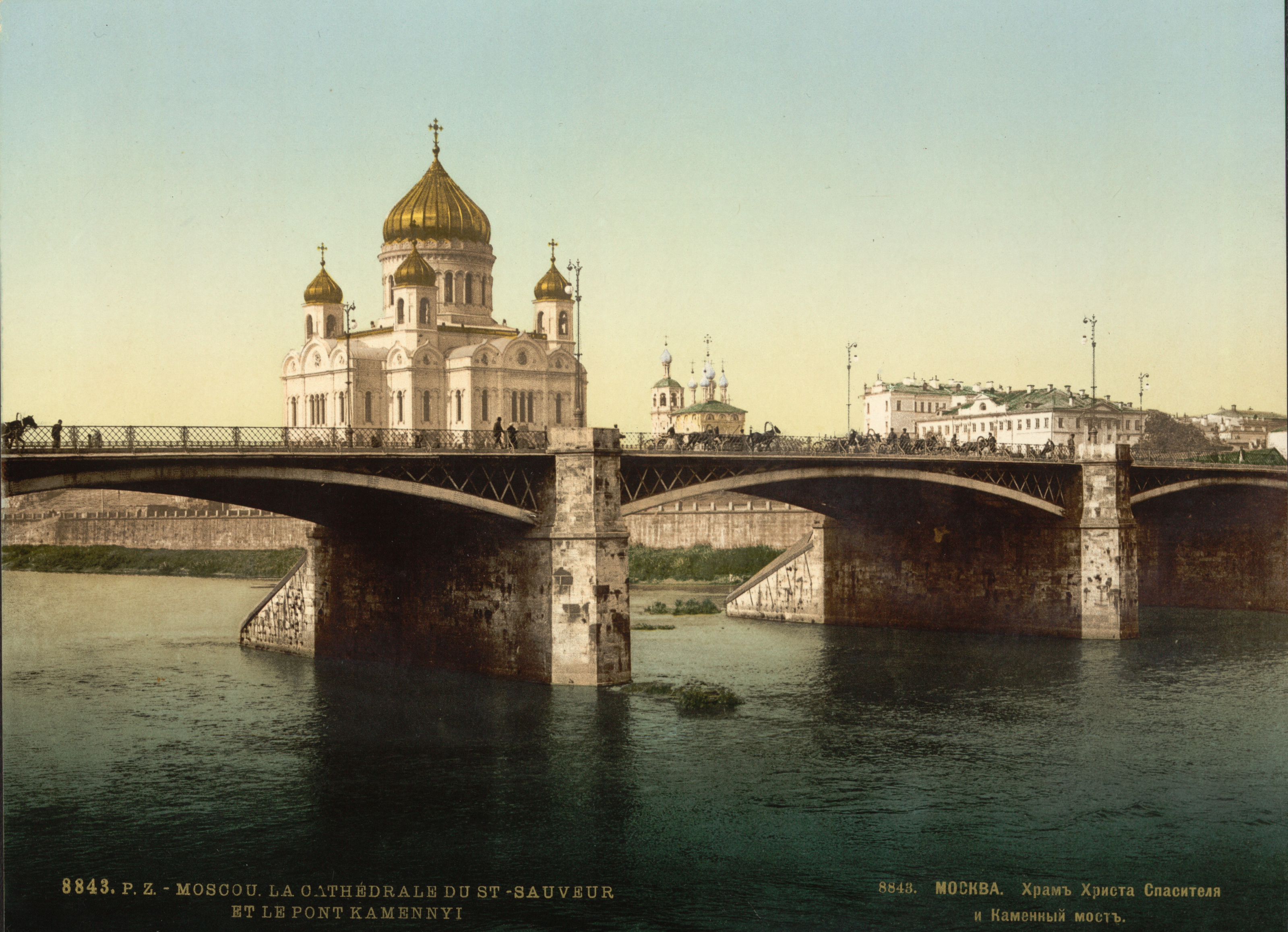
La Catedral del Crist Salvador de Moscou, demolida per les autoritats soviètiques al 1931 per fer espai pel Palau dels Soviets. El palau no es va finalitzar mai, i la catedral va ser reconstruïda al 2000

Els cristians ortodoxos constituïen una majoria dels creients a la Unió Soviètica. A finals de la dècada de 1980, tres esglésies ortodoxes reclamaren tenir un gran nombre de fidels a la Unió Soviètica: l'Església Ortodoxa Russa, l'Església Ortodoxa de Geòrgia i l'Església Ortodoxa Autocèfala d'Ucraïna. Eren membres de la major confederació d'esglésies ortodoxes al món, generalment coneguda com l'Església Ortodoxa Oriental. Les dues primeres esglésies funcionaven de manera oberta i eren tolerades pel règim. L'església ucraïnesa no tenia permès funcionar de manera oberta. Les parròquies de l'Església Ortodoxa Autocèfala de Belarús només va reaparèixer a Belarús després del col·lapse de la Unió Soviètica, però no va rebre el reconeixement de l'exarcat de l'Església Ortodoxa Russa que controla les parròquies belarusses.

#### L'Església Ortodoxa Russa
D'acord tant a les fonts soviètiques i a les occidentals, a finals de la dècada de 1980 l'Església Ortodoxa Russa tenia més de 50 milions de fidels, però només unes 7.000 parròquies registrades en actiu. Més de 4.000 de les esglésies ortodoxes registrades es trobaven a Ucraïna (gairebé la meitat de les quals a la Ucraïna occidental). La distribució dels sis monestirs i deu convents ortodoxos també estava igualment desproporcionada: només dos dels monestirs estaven a Rússia, dos més estaven a Ucraïna, un a Belarús i un més a Lituània. Els convents estaven situats set a Ucraïna, i un a Moldàvia, un altre a Estònia i un darrer a Letònia.

#### L'Església Ortodoxa Georgiana
L'Església Ortodoxa Georgiana, un altre membre autocèfal de l'Ortodòxia Oriental, estava encapçalada per un patriarca georgià. A finals de la dècada de 1980, tenia 15 bisbes, 180 capellans 200 parròquies i s'estimava que uns 2,5 milions de fidels. El 1811, l'Església Ortodoxa Georgiana s'incorporà a l'Església Ortodoxa Russa, però recuperà la seva independència el 1917, després de la caiguda del tsarisme. Tot i això, l'Església Ortodoxa Russa no reconegué la seva independència fins al 1943.

#### L'Església Ortodoxa Autocèfala Ucraïnesa
El 1919, l'Església Ortodoxa Autocèfala Ucraïnesa se separà de l'Església Ortodoxa Russa, quan l'Estat Ucraïnès proclamà un decret segons el qual declarava l'autocefalia de l'Església Ortodoxa Ucraïnesa. La independència de l'església va ser reafirmada pels bolxevics a Ucraïna, i el 1924, comptava amb 30 bisbes, gairebé 1.500 sacerdots, 1.100 parròquies i entre 3 i 6 milions de fidels.
Des del seu inici, l'Església hagué de fer front a l'hostilitat de l'Església Ortodoxa Russa a Ucraïna. A finals de 1920, les autoritats soviètiques l'acusaren de tendències nacionalistes. El 1930, el govern l'obligà a reorganitzar-se com «l'Església Ortodoxa Ucraïnesa", i poques de les seves parròquies van sobreviure a 1936. Tot i això, l'Església Ortodoxa Autocèfala Ucraïnesa continuà la seva funció fora de les fronteres de la Unió Soviètica, revivint durant la II Guerra Mundial sota l'ocupació alemanys. A finals de la dècada de 1980, alguns dels fidels ortodoxos ucraïnesos van fer una crida al govern soviètic per restablir la seva Església Ortodoxa Autocèfala Ucraïnesa.

#### L'Església Apostòlica Armènia
L'Església Apostòlica Armènia és una de les esglésies ortodoxes `orientals. A la dècada de 1980 tenia uns 4 milions de fidels, gairebé la majoria de la població del país. Se li permeteren 6 bisbes, entre 50 i 100 sacerdots, i entre 20 i 30 esglésies; a més d'un seminari teològic i 6 monestirs.

### Catòlics
Els catòlics comptaven amb un cos substancial i actiu a la Unió Soviètica. El seu nombre augmentà amb l'annexió de territoris polonesos el 1939 i de les Repúbliques Bàltiques el 1940. Els catòlics soviètics es dividien entre els que pertanyien a l'Església Catòlica Romana, reconeguda pel govern, i pels que seguiren lleials a l'Església Grecocatòlica Ucraïnesa, prohibida des de 1946.

#### L'Església Catòlica Romana
La majoria dels 5,5 milions de catòlics romans de la Unió Soviètica vivien a Lituània, Belarús i Letònia, mentre que una part menor es trobaven a Moldàvia, Ucraïna i Rússia. Des de la II Guerra Mundial, l'Església Catòlica més activava ser la lituana, on la majoria de la població la professava. L'Església Catòlica Romana havia estat vista com una institució que promovia tant els valors com els interessos nacionals lituans. Des de 1972 aparegué una publicació catòlica clandestina, «La Crònica de l'Església Catòlica a Ucraïna", que parlava no només sobre els drets religiosos dels lituans, sinó que també dels seus drets nacionals.

#### L'Església Grecocatòlica Ucraïnesa
La Ucraïna Occidental esdevingué part de la Unió Soviètica el 1939, incloent gran part de la regió històrica de Galítsia. La població d'allà, malgrat ser ucraïnesa, mai no va formar part de l'Imperi Rus i, per tant, era fidel a l'Església Catòlica de ritu oriental. L'Església Grecocatòlica Ucraïnesa s'identificava molt amb les aspiracions nacionalistes a la regió, fent créixer l'hostilitat del govern soviètic després de la Segona Guerra Mundial, mentre que combatia amb la insurgència ucraïnesa. El 1945, les autoritats soviètiques van detenir, deportar i sentenciar als camps de treball forçats a Sibèria i en altres zones bisbe metropolità Ióssif Slipij, 9 bisbes, així com a centenars de clergues. Tots els bisbes i una gran part de clergues van morir a les presons, als camps de concentració, a l'exili intern o immediatament després del seu alliberament durant el postestalinisme. L'excepció va ser el metropolità Ióssif Slipij, el qual, després de 18 anys d'empresonament i persecució, va ser alliberat gràcies a la intervenció del Papa Joan XXIII, on arribat a Roma, rebé el títol d'Arquebisbe Major de Lviv i esdevingué cardenal el 1965.
El 1946 es convocà un sínode a Lviv que, tot i no ser canònic ni per als catòlics ni per als ortodoxos, s'anul·là la Unió de Brest, i l'Església Grecocatòlica Ucraïnesa va ser oficialment annexionada a l'Església Ortodoxa Russa. La Catedral de Sant Jordi de Lviv esdevingué la seu de l'arquebisbe ortodox rus Makari. Les autoritats soviètiques refrenaren la persecució a gran escala contra el clergat que es passà a l'Església Ortodoxa Russa. A la ciutat de Lviv només es tancà una església. De fet, les diòcesis occidentals de Lviv-Ternopil i Ivano-Frankivsk eren les dues més grans de la Unió Soviètica. La llei canònica també es relaxa, permetent als clergues afaitar-se la barba (una pràctica poc comuna a l'Església Ortodoxa), i la litúrgia se celebrà en ucraïnès en lloc d'eslavònic.
El 1989 es restablí l'Església Grecocatòlica Ucraïnesa, després de més de 40 anys a les catacombes. Els conflictes van seguir entre el clergat ortodox i el catòlic, especialment pel que fa a la propietat dels edificis de l'Església. El conflicte continuà després de la Independència d'Ucraïna a la dècada de 1990.

### Protestants
El 1950, s'estimava que hi havia uns 2 milions de Baptistes a la Unió Soviètica, la major part d'ells a Ucraïna.
Molts caps i fidels de les diverses comunitats protestants van caure víctimes de la persecució del règim comunista, incloent els empresonaments i les execucions. El cap del moviment no registrat dels Adventistes del Setè Dia a la Unió Soviètica, Vladimir Ixelkov, passà gairebé tota la seva vida des de 1931 a la presó, morint al camp de Iakutia. Els Pentecostals també van ser perseguits, incloent un dels seus líders, Ivan Voronaev.
Durant el període posterior a la Segona Guerra Mundial, els fidels protestants a la Unió Soviètica van ser enviats compulsivament a hospitals mentals, passant per molts judicis i presons (sovint per la negativa a realitzar el servei militar. A alguns d'ells fins i tot se'ls privà dels seus drets parentals.
L'Església Luterana va ser perseguida en diferents regions del país, confiscant-se les seves propietats. Molts dels fidels i els seus Pastors van ser perseguits, veient-se alguns forçats a emigrar.
Diversos grups protestants, segons fonts occidentals, tenien fins a 5 milions de fidels durant la dècada de 1980. Els Cristians Evangèlics Baptistes constituïen el major grup protestant. Estesos per tota la Unió Soviètica, algunes congregacions estaven registrades amb el govern i funcionaren amb l'aprovació oficial; tot i que diverses congregacions exerciren la seva activitat religiosa sense aquesta aprovació.
Els luterans constituïen el segon major grup protestant, situats principalment a les repúbliques de Letònia i Estònia. A la dècada de 1980, les esglésies luteranes en aquestes dues repúbliques eren identificades com una extensió del nacionalisme en aquestes repúbliques. L'actitud del règim cap als luterans va ser generalment benigna.

### Islàmics
A finals de la dècada de 1980, l'islam era la religió amb el segon major nombre de fidels a la Unió Soviètica, amb entre 40 i 50 milions de persones identificant-se com a musulmans. Però a la Unió Soviètica només hi havia 500 mesquites en funcionament, una fracció de les existents a la Rússia pre-revolucionària, i la llei soviètica prohibí l'activitat religiosa fora de les mesquites i de les escoles islàmiques.
Totes les mesquites, escoles religioses i publicacions islàmiques eren supervisades per quatre «directoris espirituals» establerts per les autoritats soviètiques, per poder controlar-les des del govern. L'Administració Espiritual de l'Àsia Central i el Kazakhstan, el Directori Espiritual per la Unió Soviètica Europea i Sibèria, i el Directori Espiritual pel Caucas Nord i el Dagestan supervisaven la vida dels musulmans sunnites; mentre que el Directori per la Transcaucàsia supervisava tant als sunnis com als xiïtes. La majoria dels musulmans eren de confessió sunnita.
Els musulmans soviètics també diferien lingüísticament i culturalment entre si. Entre ells, parlaven unes quinze llengües turqueses, deu llengües iràniques i trenta llengües caucàsiques. Per tant, la comunicació entre els diversos grups musulmans era difícil. Encara que el 1989 el rus servia sovint com a llengua franca entre alguns musulmans amb estudis, el nombre de musulmans que parlaven rus era baix.
Culturalment, alguns grups musulmans havien desenvolupat tradicions altament urbanes, mentre que d'altres eren nòmades. Alguns vivien en ambients industrials, mentre que d'altres grups vivien en aïllades regions muntanyoses. En resum, els musulmans no eren un grup homogeni amb una identitat nacional i una herència comuna, encara que compartissin la mateixa religió i el mateix país.
A finals de la dècada de 1980, congregacions musulmanes no oficials, trobant-se a cases de te i a llars privades amb els seus propis mul·làs, molt més nombrosos que les mesquites oficialment sancionades. Els mul·làs a l'Islam no-oficial eren autodidàctes o aprenien de manera informal d'altres mul·làs. A finals de 1980, aparegué un Islam no-oficial que semblava dividit entre les congregacions fonementalistes i els grups que emfatitzaven el sufisme.